# Cadillac Catera (automóvil)
Cadillac Catera es un automóvil del segmento E fabricado por General Motors entre los años 1997 y 2001, basado en la segunda generación del europeo Opel Omega. Fue fabricado en Rüsselsheim, Alemania llegando a alcanzar las 95.000 ventas del modelo.
El motor era un V6 3.0 litros que desarrollaba 200 CV de potencia, el cual era fabricado en Inglaterra en la planta de Ellesmere Port y la transmisión automática era GM 4L30-E fabricada en la planta de Estrasburgo, Francia.
Fue sucedido por el actual Cadillac CTS.

## Recepción
Al principio, la venta del Catera fue bastante buena en el mercado estadounidense, entre novedades como las dimensiones contenidas o una suspensión totalmente independiente, pero sobre todo, llamando la atención por su potente motor. Sin embargo, no tardaron en aparecer los grandes problemas que albergaba cualquier función eléctrica del coche, haciendo así que resultara un fracaso, vendiendo tan sólo 14.000 unidades en el último año de su producción, 2001.